# Trachylepis vato
Trachylepis vato — вид сцинкоподібних ящірок родини сцинкових (Scincidae). Ендемік Мадагаскару.

## Поширення і екологія
Trachylepis vato мешкають в центральних і південних районах острова Мадагаскар. Вони живуть на відкритих кам'янистих ділянках.